# حكومة رشيد الصلح الأولى
الحكومة اللبنانية التاسعة والأربعون بعد الاستقلال، وا الخامسة بعهد الرئيس سليمان فرنجية، وهي أول حكومة يترأسها رشيد الصلح. شكلت الحكومة بموجب المرسوم رقم 9372 بتاريخ 31 تشرين الأول / أكتوبر 1974، ونالت الثقة بموجب 66 صوتاً ضد 14 صوتاً وامتناع 2. واستقالت الحكومة بتاريخ 23 أيار / مايو 1975، وشهدت نهاية فترة الحكومة اندلاع الحرب الأهلية.

## أعضاء الحكومة
- رشيد الصلح رئيساً لمجلس الوزراء ووزيراً للداخلية.
- ميشال ساسين نائباً لرئيس مجلس الوزراء ووزيراً للإسكان والتعاونيات.
- جورج سعادة وزيراً للأشغال العامة والنقل.
- محمود عمار وزيراً للإعلام.
- عباس خلف وزيراً للاقتصاد الوطني.
- طوني فرنجية وزيراً للبرق والبريد والهاتف.
- ماجد حمادة وزيراً للتربية الوطنية والفنون الجميلة.
- زكي مزبودي وزيراً للتصميم العام.
- فيليب تقلا وزيراً للخارجية والمغتربين.
- جوزيف سكاف وزيراً للدفاع الوطني.
- سليمان العلي وزيراً للزراعة.
- سورين خان أميريان وزيراً للسياحة.
- مجيد أرسلان وزيراً للصحة العامة.
- لويس أبو شرف وزيراً للنفط والصناعة.
- عادل عسيران وزيراً للعدل.
- نديم نعيم وزيراً للعمل والشئون الاجتماعية.
- خالد جنبلاط وزيراً للمالية.
- مالك سلام وزيراً للموارد المائية والكهربائية.

## وصلات خارجية
- موقع رئاسة مجلس الوزراء الرسمي